# Новая Гута (Новоушицкий район)

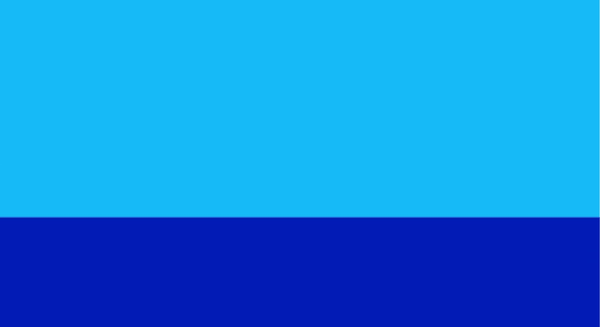
Nova Guta prapor.

Новая Гута (укр. Нова Гута) — село в Новоушицком районе Хмельницкой области Украины.
Население по переписи 2001 года составляло 325 человек. Почтовый индекс — 32660. Телефонный код — 3847. Занимает площадь 1,284 км². Код КОАТУУ — 6823386503.

## Местный совет
32660, Хмельницкая обл., Новоушицкий р-н, с. Ольховец, ул. Молодёжная, 12